# 궈핀차오
궈핀차오(중국어: 郭品超, 병음: Guō Pǐnchāo, 한자음: 곽품초, 영어: Dylan Kuo, 1977년 6월 8일~)는 중화민국의 배우이다.
타이베이시에서 태어났다.

## 방송
- 삼생삼세 침상서
- 담판관
- 16개 하천
- 애아애하，아원의!
- 십이생초전기

## 영화
- 16개 하천(2014년) - 장따웨이 역
- 화목란전기(2013년)
- 사랑, 매우 아름답다(2013년)
- 웅웅애상니(2012년)
- 애아애하，아원의!(2012년)
- 시먼딩(2012년)
- 시공을 초월한 구원병(2012년)
- 미래경찰 X(2010년)
- 고고애상니(2009년)
- 네이키드웨폰 - 사소리(2008년)
- 군계(2007년) - 야마사키 류이치 역
- 상하이의 밤(2007년)
- 흑야(2006년) - segment 이웃 사람 - 조 역
- 진실한 사랑(2005년)